# Église d'Ebba Ksour
L'église d'Ebba Ksour, située dans la ville de Dahmani (anciennement Ebba Ksour) en Tunisie, est une église catholique construite en 1954 pendant le protectorat français. Cédée au gouvernement tunisien en 1964, elle abrite désormais une habitation.

## Historique de l'église
Les premières démarches des habitants chrétiens de la ville pour obtenir la construction d'un lieu de culte permanent datent de 1914. Le secrétaire général du gouvernement tunisien est contacté à cette fin, ainsi que l'archidiocèse, mais l'archevêque répond qu'il n'a « pas légalement le droit ni de posséder, ni d'acquérir ni même d'accepter des donations » avant d'obtenir la personnalité civile.
La ville ne compte alors que quelques dizaines de catholiques et il faut attendre le 4 juillet 1921 pour qu'une première messe soit dite dans le village à destination des 80 fidèles que compte la bourgade. À partir de cette date, le curé du Kef se déplace tous les quinze jours pour y célébrer les offices.
Les démarches des fidèles sont enfin récompensées lorsqu'une petite église est inaugurée en 1923. Recouverte d'une toiture à deux pans, elle est éclairée de part et d'autre par trois fenêtres et surmontée d'un clocher-arcade pourvu d'une cloche offerte par M. Montgolfier en 1924.
L'église est vite trop petite face à l'augmentation de la population européenne qui justifie que la ville devienne une paroisse en 1941. La construction d'un édifice plus vaste est décidée et sa conception est confiée à l'architecte René Moyen.
Il est prévu une construction par tranches en commençant par les fondations et le chœur dans le prolongement de la première église. Cette dernière doit ensuite être détruite pour achever les travaux avant la construction du clocher. La première pierre est posée le 15 avril 1951 et l'église est bénie trois ans plus tard, le 8 juin 1954, alors que la région est en proie à de violents combats entre fellaghas et soldats français. La cloche est mise en place le 20 mars 1955.

## Indépendance de la Tunisie
L'indépendance du pays provoque le départ de nombreux Européens vers la France et l'Italie mais la région, essentiellement agricole, est moins touchée que les grandes villes par le départ des fonctionnaires. La nationalisation des terres européennes le 12 mai 1964 change tout. Les colons français comme italiens sont expulsés de leur maison et n'ont d'autre choix que de quitter la région. Le modus vivendi signé entre le gouvernement tunisien et le Vatican le 10 juillet 1964 prend acte de cette disparition de la communauté chrétienne d'Ebba Ksour. Son église est cédée au gouvernement tunisien avec l'assurance qu'elle ne sera utilisée qu'à des fins d'intérêt public compatibles avec son ancienne destination. Elle est reconvertie en habitation.

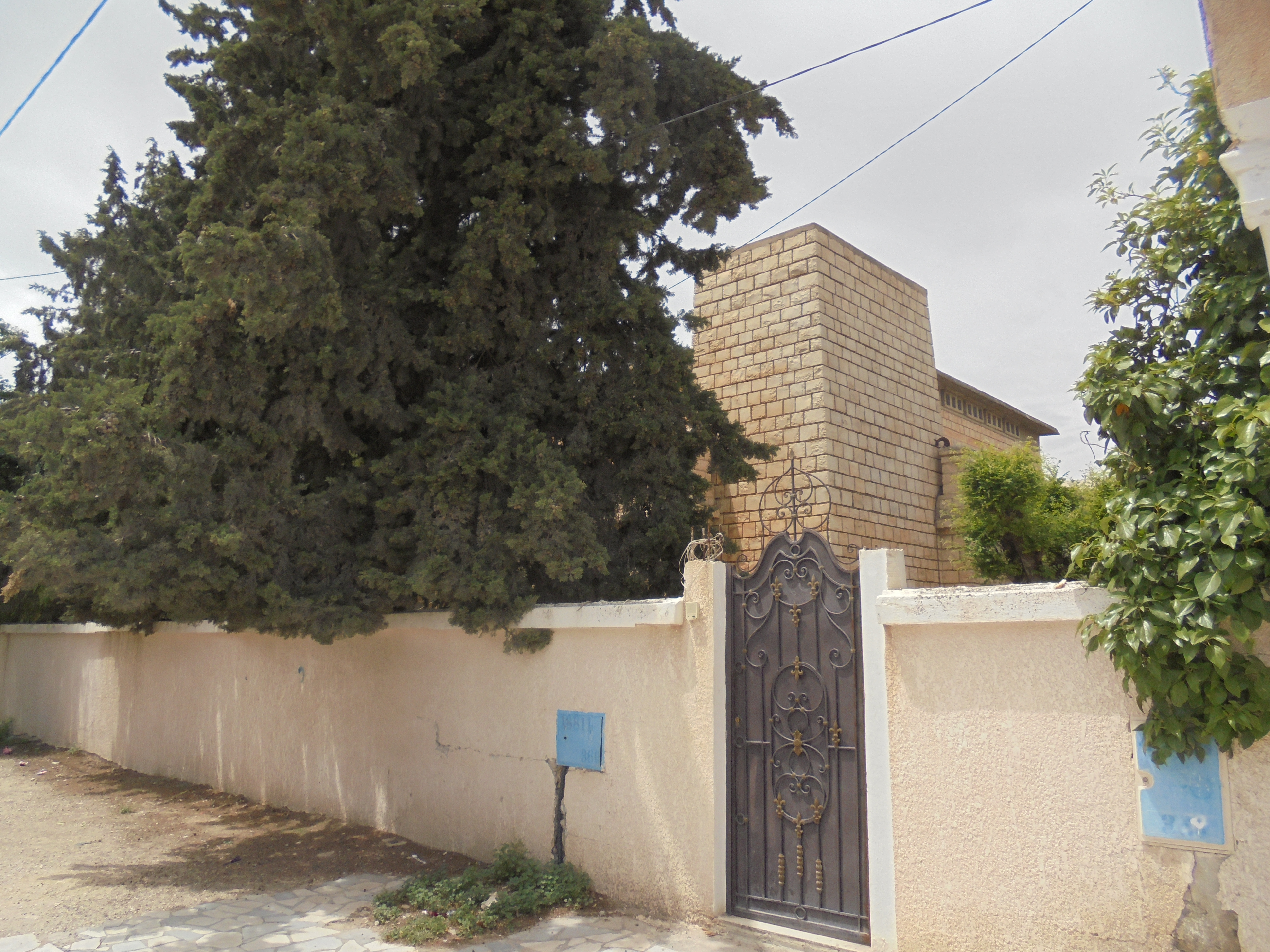
Façade sud-est.
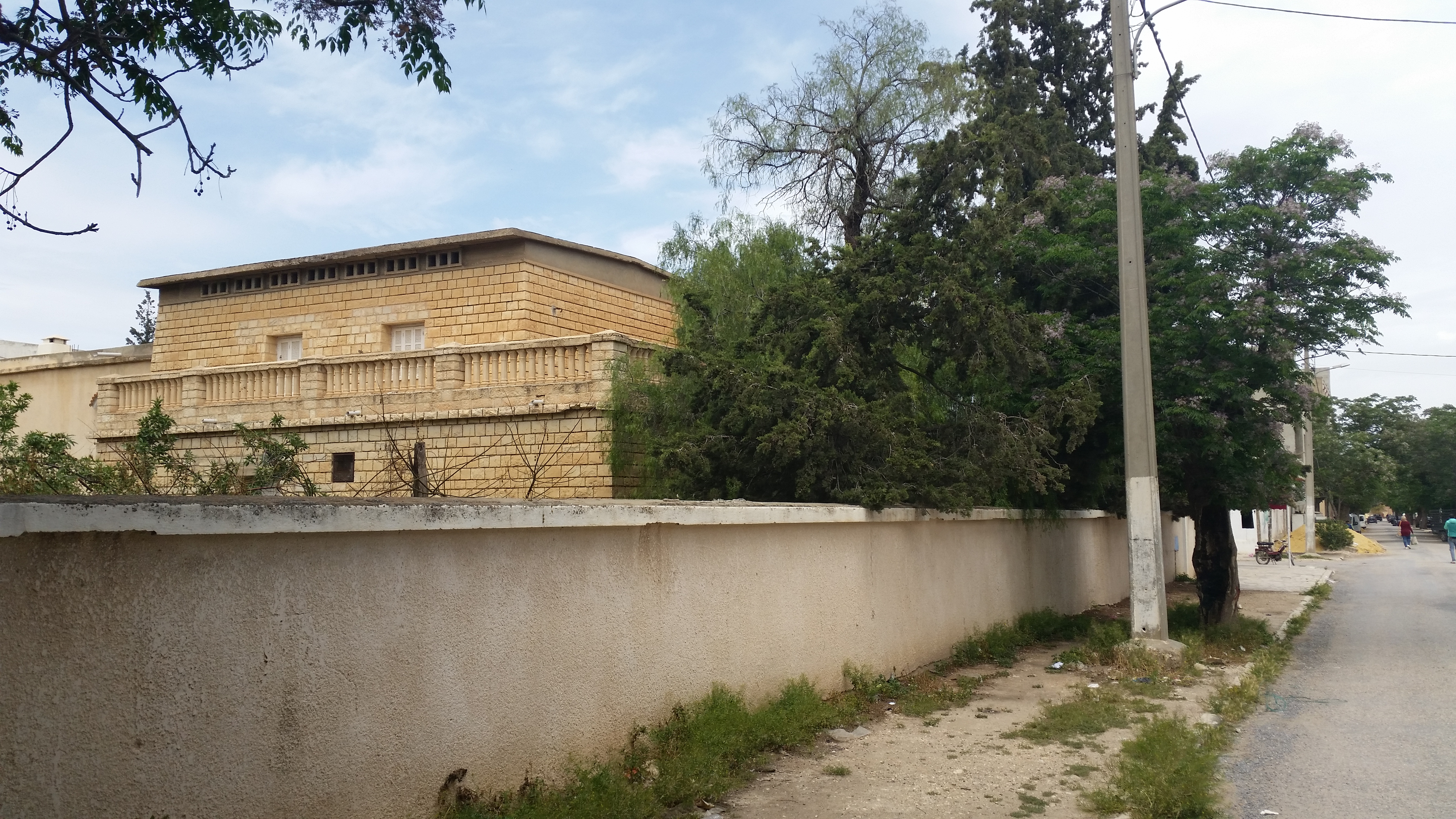
Façade sud-ouest.
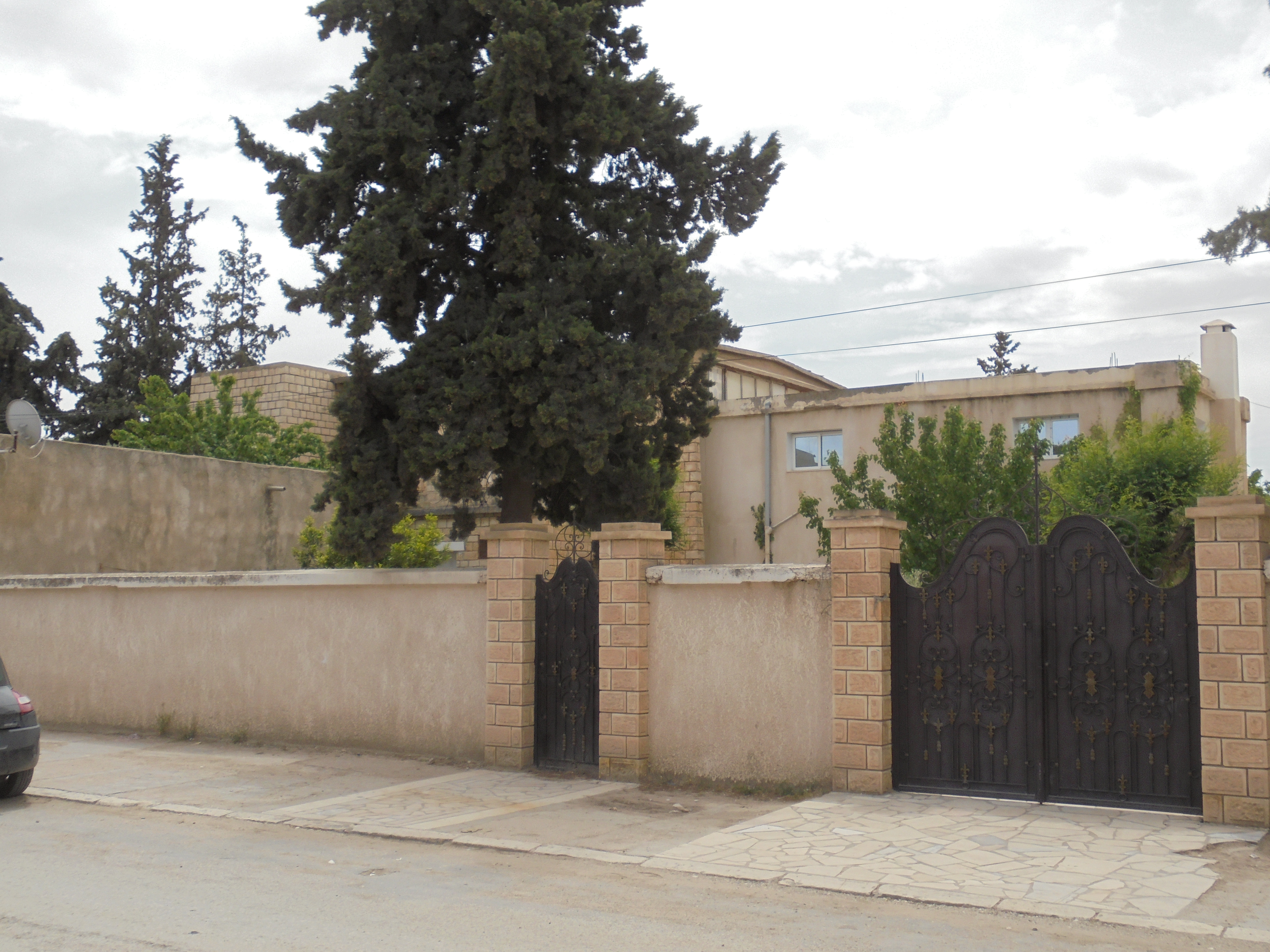
Façade nord-est.